# Мішево (Битівський повіт)
Мішево (пол. Miszewo, нім. Missow) — село в Польщі, у гміні Тшебеліно Битівського повіту Поморського воєводства.
Населення — 125 осіб (2011).
У 1975-1998 роках село належало до Слупського воєводства.

## Демографія
Демографічна структура станом на 31 березня 2011 року:
|          | Загалом | Допрацездатний вік | Працездатний вік | Постпрацездатний вік |
| -------- | ------- | ------------------ | ---------------- | -------------------- |
| Чоловіки | 72      | 24                 | 41               | 7                    |
| Жінки    | 53      | 11                 | 31               | 11                   |
| Разом    | 125     | 35                 | 72               | 18                   |